# Optimismo

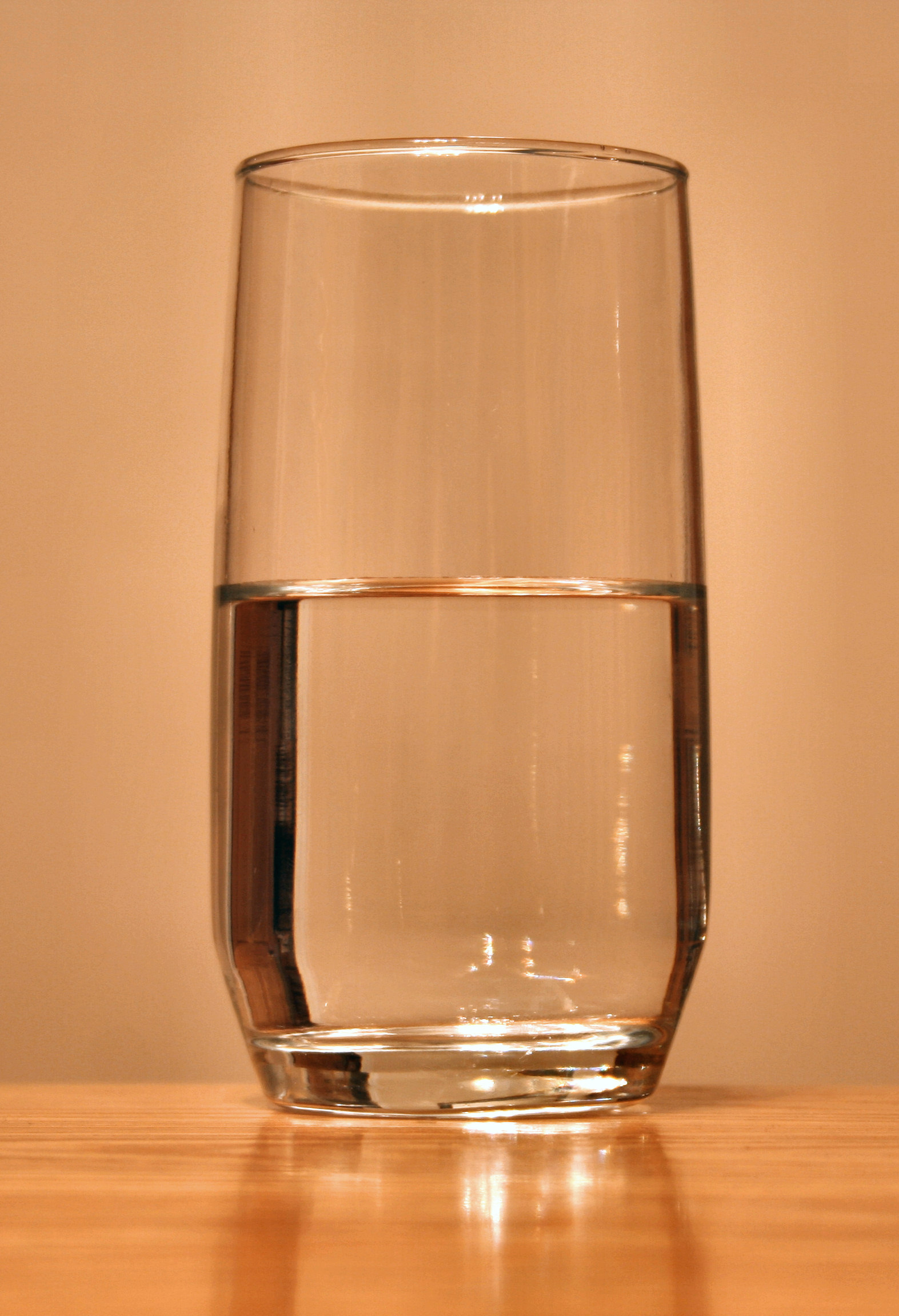
«¿Está medio vacío o medio lleno?» es una pregunta que suele hacerse para determinar si una persona posee actitud pesimista u optimista.

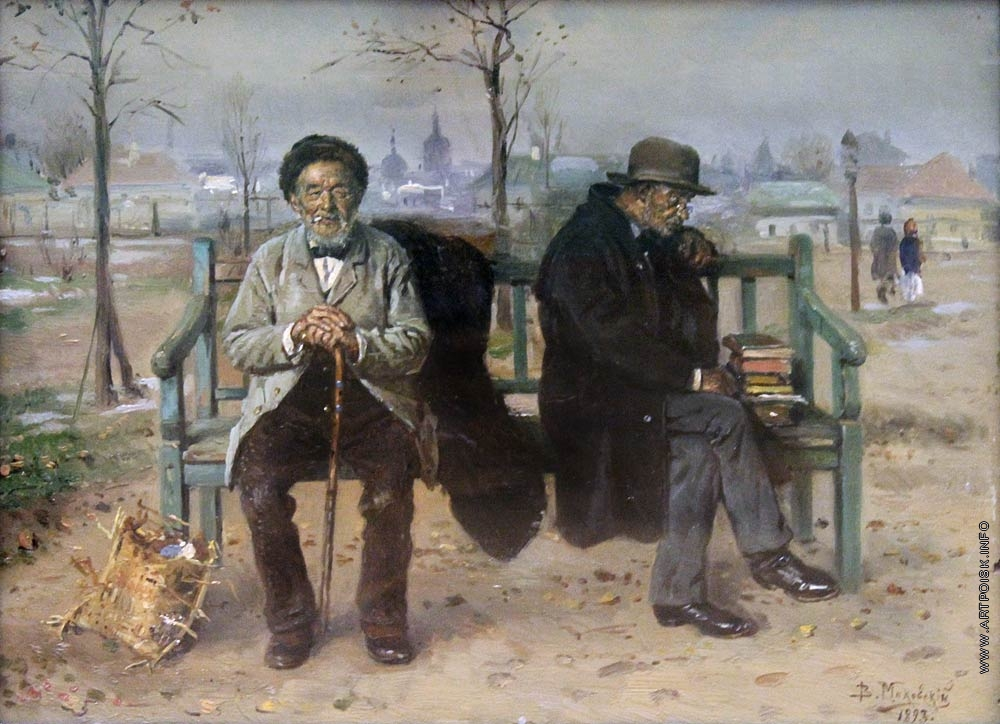
Un optimista y un pesimista, cuadro del pintor Vladimir Makovsky (1893).

El optimismo, al igual que la esperanza, es la doctrina y la disposición de espíritu que aguarda lo mejor y lo más positivo de todo en psicología, ética y filosofía. Se considera en estos ámbitos como corriente opuesta al pesimismo.
El término deriva del latín optimum, que significa "lo mejor". Ser optimista, en el sentido típico de la palabra, es esperar el mejor resultado posible de una situación determinada. En psicología se suele denominar optimismo disposicional. Refleja la creencia de que las condiciones futuras irán a mejor. Como rasgo, fomenta la resiliencia ante el estrés.
Las teorías del optimismo incluyen modelos disposicionales y modelos de estilo explicativo. Se han desarrollado métodos para medir el optimismo dentro de estos dos enfoques teóricos, como diversas formas de la Prueba de Orientación Vital para la definición disposicional original del optimismo y el Cuestionario de Estilo Atribucional diseñado para probar el optimismo en términos de estilo explicativo.
La variación en el optimismo entre las personas es algo heredable y refleja en cierto grado un rasgo biológico. El optimismo de una persona también está influido por factores ambientales, incluido el entorno familiar, y puede ser aprendible.

## Historia
La palabra optimismo proviene del latín "optimum": "lo mejor". El término fue usado por primera vez para referirse a la doctrina sostenida por el filósofo alemán Gottfried Wilhelm Leibniz en su obra Ensayos de Teodicea sobre la bondad de Dios, la libertad del hombre y el origen del mal (Ámsterdam, 1710), según la cual el mundo en el que vivimos es el mejor de los mundos posibles. Una postura parecida es sostenida con distintos matices por los filósofos William Godwin, Ralph Waldo Emerson y Friedrich Nietzsche. Por otra parte, el espíritu de algunos movimientos espirituales, como el Renacimiento y la Ilustración, fue identificado como optimista y lleno de fe en el hombre y sus posibilidades, frente a épocas opuestas y pesimistas como la Edad Media y el Barroco.
Comúnmente se cree que Voltaire fue el primero en usar la palabra en 1759, como subtítulo a su cuento filosófico Cándido (en el que se burla en casi cada página de la idea de Leibniz). Ciertamente Voltaire fue el primer personaje famoso que usó aquella palabra en el siglo XVIII y quizá también el que la popularizó; no fue, sin embargo, su inventor. El término "optimismo" aparece por primera vez, en francés (“optimisme”), en una reseña de la Teodicea publicada en la revista de los jesuitas franceses Journal de Trévoux (núm. 37), en 1737. En ese mismo año, el filósofo y matemático suizo Jean-Pierre de Crousaz repitió la palabra en un examen crítico del Ensayo sobre el hombre de Alexander Pope. Aquellos primeros usos, como el posterior de Voltaire, fueron burlones. En 1752, el Dictionnaire universel de Trévoux aprueba el término; diez años después, la Academia francesa lo incluye por primera vez en su Dictionnaire. El término es usado por primera vez en inglés ("optimismo") en 1743 por el británico William Warburton, en una respuesta al examen de Crousaz arriba mencionado. Por su parte, los primeros en usar el término en alemán ("Optimismus") fueron Gotthold Ephraim Lessing y Moses Mendelssohn, en su escrito Pope: ¡un metafísico! de 1755.

## Punto de vista psicológico

El smiley o carita risueña es uno de los más conocidos símbolos de actitud positiva.

La expectativa psicológica formula que los asuntos humanos irán bien a pesar de los contratiempos y de las frustraciones, que suelen ser salvadas por procedimientos como el humor y la resiliencia. Como valor ético, es la idea que tiene el ser humano de siempre alcanzar lo mejor y conseguirlo de igual manera, a pesar de la dificultad que para ello presentan algunas situaciones o encontrar el lado bueno y lograr los mejores resultados. Asimismo, es bastante difícil obtener una definición universal de la idea de bien, concepto por lo general asociado a la felicidad o a la satisfacción de todas las necesidades materiales y espirituales, que el epicureísmo identifica con el placer físico, emocional e intelectual.
Desde el punto de vista de la inteligencia emocional, el optimismo es una actitud que impide caer en la apatía, la desesperación o la depresión frente a las adversidades. La noción de optimismo se opone al concepto filosófico de pesimismo. Por lo general, lo corriente es que las personas no se decanten única y exclusivamente por optimismo o pesimismo, sino que ambas pueden encontrarse alternativamente en un único individuo o aplicadas a distintos ámbitos, ya que la identificación con una u otra de ellas de forma excluyente raya en la patología o la enfermedad psiquiátrica. Igualmente si se pasa de un optimismo exagerado (hipertimia y euforia) a una desesperación y abatimiento también extremos (hipomanía, tristeza) sin pasar por un largo estado intermedio, esto indica trastorno bipolar o algún tipo de ciclotimia.
Según el psiquiatra Luis Rojas Marcos, los venenos del optimismo son la indefensión crónica y el pesimismo maligno. Contra ellos se levantan además algunos filósofos. Blas Pascal, creador del cálculo de probabilidades, señaló que apostar por la esperanza da posibilidades de encontrar lo que se busca, pero no lo contrario, ya que en ese caso se pierde de todas formas (la llamada apuesta de Pascal):

Usted tiene dos cosas que perder: la verdad y el bien, y dos cosas que comprometer: su razón y su voluntad, su conocimiento y su bienaventuranza; y su naturaleza posee dos cosas de las que debe huir: el error y la miseria. Su razón no resulta más perjudicada al elegir la una o la otra, puesto que es necesario elegir. Ésta es una cuestión vacía. Pero ¿su bienaventuranza? Vamos a sopesar la ganancia y la pérdida al eligir cruz (de cara o cruz) acerca del hecho de que Dios existe. Tomemos en consideración estos dos casos: si gana, lo gana todo; si pierde, no pierde nada. Apueste a que existe sin dudar.

Así que no elegir es ya una elección, y es una elección negativa. Miguel de Unamuno, un depresivo, propone los remedios del coraje y de la esperanza. Bertrand Russell, en La conquista de la felicidad (1930), propuso el entusiasmo, el humor, el rechazo del negativismo y la apertura a los demás. Señaló además que los optimistas poseen una mayor capacidad de adaptación y supervivencia (y el caso es que vivió hasta los 98 años). Helen Keller, ciega, sorda y muda, escribió que:

Ningún pesimista ha descubierto el secreto de las estrellas, ni ha navegado por mares desconocidos, ni ha abierto una nueva puerta al espíritu humano.

### Optimismo disposicional

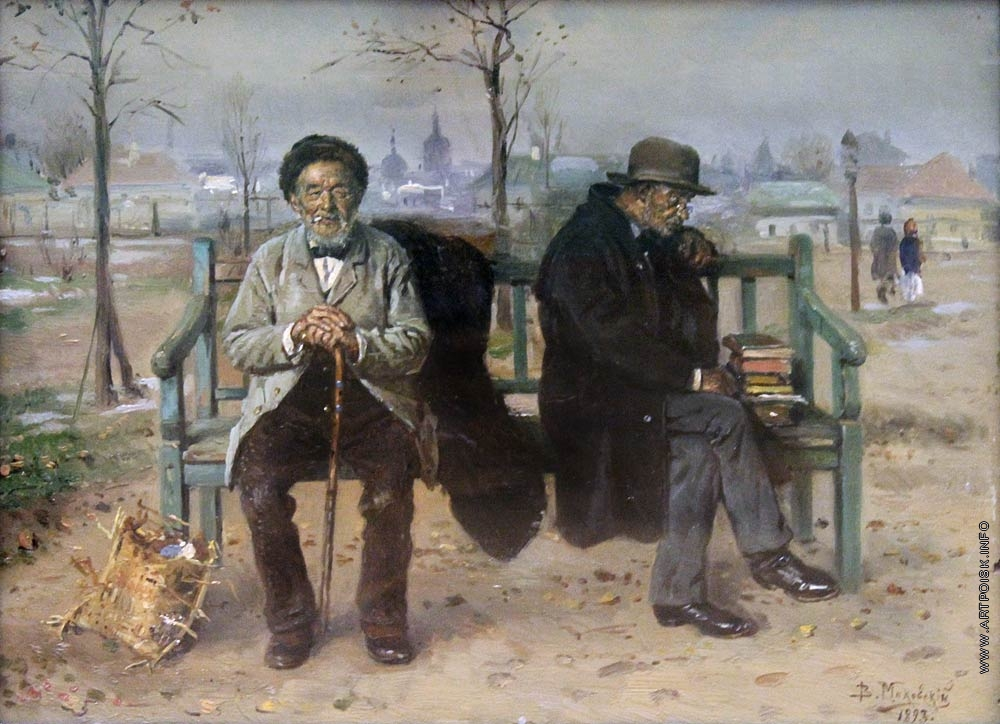
Un optimista y un pesimista, Vladimir Makovsky, 1893

Los investigadores operacionalizan el término "optimismo" de forma diferente dependiendo de su investigación. Como ocurre con cualquier rasgo característico, existen varias formas de evaluar el optimismo, como el Test de Orientación Vital (TOV), una escala de ocho ítems desarrollada en 1985 por Michael Scheier y Charles Carver.
El optimismo y el pesimismo disposicionales suelen evaluarse preguntando a las personas si esperan que los resultados futuros sean beneficiosos o negativos (véase más adelante). El TOV devuelve puntuaciones separadas de optimismo y pesimismo para cada individuo. Estas dos puntuaciones se correlacionan alrededor de r=0,5. Las puntuaciones optimistas en esta escala predicen mejores resultados en las relaciones,  mayor estatus social, y una menor pérdida de bienestar tras la adversidad.  Los comportamientos que preservan la salud mientras que los comportamientos que dañan la salud se asocian con el pesimismo.
Algunos han argumentado que el optimismo es el extremo opuesto de una misma dimensión con el pesimismo, con cualquier distinción entre ellos reflejando factores como deseabilidad social. El análisis factorial confirmatorio, sin embargo, apoya un modelo bidimensional y las dos dimensiones . La modelización genética confirma esta independencia, demostrando que el pesimismo y el optimismo se heredan como rasgos independientes, surgiendo la correlación típica entre ellos como resultado de un factor de bienestar general y de influencias del entorno familiar. Los pacientes con un elevado optimismo disposicional parecen tener un sistema inmunológico más fuerte, ya que el optimismo amortigua los factores de estrés psicológico.Los optimistas parecen vivir más.

## Punto de vista filosófico
Desde el punto de vista de la filosofía, el optimismo es la doctrina que expresa que vivimos en el mejor de los mundos posibles, algo por lo común identificado con varias filosofías:
- La epicúrea o de Epicuro, que busca la ataraxia por medio de la huida del dolor y la búsqueda del placer intelectual y físico
- El sistema racionalista de Leibniz y su armonía preestablecida.
- El trascendentalismo de Ralph Waldo Emerson
- El nihilismo positivo y vitalista de Nietzsche.

Una postura parecida sería la del agatismo, doctrina que defiende que todas las cosas tienden al bien y que este se impondrá al final, aunque algunas cosas puedan darse mal en el proceso. La agatología, por el contrario, es la disciplina que, dentro de la ética, estudia el bien o el valor que identifica a las cosas buenas.

## Punto de vista artístico y literario
En la pintura y la literatura la oposición entre optimismo y pesimismo se expresa en el tópico de Heráclito y Demócrito, filósofos que representan al pesimismo y al optimismo llorando y riendo respectivamente. Al respecto, W. H. Auden escribió que la vida es resiliente y se impone siempre a cualquier intento de desesperación o, como reza el adagio clásico, primum vivere, deinde philosophari:

Los solipsistas afirman / que nadie más existe, / pero siguen escribiendo... para otros. / ...Los conductistas sostienen / que los que piensan no aprenden, / pero siguen pensando... sin desanimarse. / ...Los subjetivistas descubren / que todo está en la mente, / pero siguen sentándose... en sillas de verdad. /...Los seguidores de Popper niegan / la posibilidad de probar, / pero siguen buscando... la verdad. / ...Los existencialistas afirman / que están completamente desesperados, / pero... siguen escribiendo.